# Safir (fusée)
Pour les articles homonymes, voir Safir.
Safir  (en persan سفیر : « ambassadeur ») est le premier lanceur développé par l'Iran. Le premier tir connu a eu lieu en 2008. Fin 2012, cinq lancements avaient été effectués dont trois ont permis de placer des satellites de petite taille (50 kg ou moins) en orbite basse. Ce lanceur léger comporte deux étages propulsés par des moteurs-fusées à ergols liquides stockables. Le premier étage est une version allongée du missile balistique iranien Shahab-3 lui-même dérivé du missile nord-coréen Nodong de 800 km de portée. Le deuxième étage est de conception iranienne avec des moteurs de conception nord-coréenne/russe. Plusieurs sous-versions (A, 1A, 1B) ont été développées avec une capacité maximale de 50 kg. L'Iran a planifié le développement de deux nouvelles versions : Safir 2A (ou Simorgh) doit doubler la masse satellisable, la faisant passer à 100 kg. Safir 3A/B, développé dans le cadre d'un plan moyen terme (2010-2015), ferait passer la masse satellisable à 1 000 kg.

## Caractéristiques techniques
Le lanceur Safir-1 a une masse d'environ 25 tonnes pour une longueur de 22,5 mètres et un diamètre de 1,25 mètre. Le premier étage d'une longueur de 17,5 m et d'une masse de 22 tonnes est propulsé par un moteur unique d'une poussée de 329 kN pour la version 1A et 1B (284 kN pour la version 1). Il s'agit d'un moteur Nodong brûlant un mélange d'UDMH et de AK-27. Le temps de combustion est de 150 à 160 s selon les sous-versions. Le second étage long de 3,1 mètres et d'une masse de 3,5 tonnes est propulsé par deux moteurs-fusées LRE-4 de 37,1 kN de poussée brûlant le même mélange d'ergols. Le temps de combustion total est de 250 à 270 s. La charge utile pour l'orbite basse est de 30  à   60 kg selon les sous-versions.
| Version du lanceur          | Version du lanceur          | Safir-1                   | Unha-1A/B/B+                                                         |
| --------------------------- | --------------------------- | ------------------------- | -------------------------------------------------------------------- |
| Charge utile (orbite basse) | Charge utile (orbite basse) | 27 kg                     | 15 (1A) -50 kg                                                       |
| Longueur                    | Longueur                    | 26 m                      | 26 m                                                                 |
| Masse totale                | Masse totale                | 26 t                      | 26 t                                                                 |
| Vols                        | Vols                        | 2 (16/8/2008 et 3/2/2009) | 1A : 1 (15/6/2011) 1B : 1 (3/2/2012) 1B+ : 4 (23/5/2012 au 2/2/2015) |
| 1er étage                   | Désignation                 |                           |                                                                      |
| 1er étage                   | Longueur                    | 17,5 m                    | 17,5 m                                                               |
| 1er étage                   | Diamètre                    | 1,25 m                    | 1,25 m                                                               |
| 1er étage                   | Masse (dont propergol)      | 22,55 t (18,79 t)         | 22,32 t (18,6 t)                                                     |
| 1er étage                   | Moteurs-fusées              | 1 x Nodong                | 1 x Nodong                                                           |
| 1er étage                   | Propergol                   | UDMH/AK-27                | UDMH/Peroxyde d'azote                                                |
| 1er étage                   | Poussée                     | 284 kN                    | 314/337 (1B+) kN                                                     |
| 1er étage                   | Impulsion spécifique (sol)  | 247 s                     | 259/268 (1B+) s                                                      |
| 1er étage                   | Durée de fonctionnement     | 160 s                     | 150/145 (1B+) s                                                      |
| 1er étage                   | Matériau                    |                           |                                                                      |
| 2e étage                    | Désignation                 |                           |                                                                      |
| 2e étage                    | Longueur                    | 3,1 m                     | 3,1 m                                                                |
| 2e étage                    | Diamètre                    | 1,25 m                    | 1,25 m                                                               |
| 2e étage                    | Masse (dont propergol)      | 3,36 t (2,98 t.)          | 3,45 t (3,05 t)                                                      |
| 2e étage                    | Moteurs-fusées              | 2 x LRE-4                 | 2 x LRE-4+                                                           |
| 2e étage                    | Propergol                   | UDMH/AK-27                | UDMH/Peroxyde d'azote                                                |
| 2e étage                    | Poussée                     | 33,3 kN                   | 35,4 kN                                                              |
| 2e étage                    | Impulsion spécifique (vide) | 290 s                     | 300 s.                                                               |
| 2e étage                    | Durée de fonctionnement     | 290 s                     | 290 s                                                                |
| 2e étage                    | Matériau                    |                           |                                                                      |

## Historique
Le premier vol de la fusée Safir a été précédé par celui d'une fusée-sonde baptisée Kavoshgar-1 (en persan : کاوشگر 1, Explorer-1), effectué le 4 février 2008. Cette fusée, comportant un seul étage également dérivé du missile Shahab-3, a atteint une altitude de 200–250 km, selon l'agence de presse iranienne. L'Iran annoncé à l'époque qu'elle comptait envoyer deux satellites dans l'espace au cours de l'année 2008 et quatre autres satellites jusqu'en 2010.
Le 17 août 2008, l'Iran affirme avoir placé orbite terrestre basse en orbite le satellite Omid à l'aide d'une fusée Safir. Par la suite l'agence spatiale iranienne se rétracte en affirmant que seul un vol d'essai a été effectué. Selon des officiels américains, le deuxième étage du lanceur a été victime d'une défaillance empêchant la satellisation. Le 2 février 2009, une fusée Safir-1 parvient à placer le satellite Omid (espoir en persan) en orbite.

## Historique des lancements
| Date (UTC)         | Type      | Base de lancement           | Charge utile | Type de charge utile                                                               | Charge utile en kg | Orbite       | Remarques                                             |
| ------------------ | --------- | --------------------------- | ------------ | ---------------------------------------------------------------------------------- | ------------------ | ------------ | ----------------------------------------------------- |
| 17 août 2008       | Safir-1   | Base de lancement de Semnan | Omid         |                                                                                    |                    |              | Échec. Défaillance du second étage                    |
| 2 février 2009     | Safir-1   | Base de lancement de Semnan | Omid         | Un instrument d'étude de l'environnement spatial                                   | 25 kg              | 245 × 378 km | Succès                                                |
| 15 juin 2011       | Safir-1A  | Base de lancement de Semnan | Rasad 1      | Satellite d'observation de la Terre embarquant une caméra avec résolution de 150 m | 15 kg              | 245 × 378 km | Succès                                                |
| 3 février 2012     | Safir-1B  | Base de lancement de Semnan | Navid        | Satellite d'observation de la Terre embarquant une caméra avec résolution de 400 m | 50 kg              | 245 × 378 km | Succès                                                |
| ~23 mai 2012       | Safir-1B+ | Base de lancement de Semnan | Fajr         | Dispose d'un moteur pour circulariser son orbite.                                  | 50 kg              |              | Échec. Pas d'annonce officielle du lancement          |
| ~22 septembre 2012 | Safir-1B+ | Base de lancement de Semnan | Fajr 2       | Dispose d'un moteur pour circulariser son orbite.                                  | 50 kg              |              | Échec. Pas d'annonce officielle du lancement effectué |
| 20 mars 2014       | Safir-1B+ | Base de lancement de Semnan | Tadbir       |                                                                                    | 50 kg              |              | Échec. Pas d'annonce officielle du lancement          |
| 2 février 2015     | Safir-1B+ | Base de lancement de Semnan | Fajr         | Dispose d'un moteur pour circulariser son orbite.                                  | 50 kg              | 224 × 470 km | Succès                                                |
| 5 février 2019     | Safir-1B+ | Base de lancement de Semnan | Dousti       |                                                                                    | 50 kg              |              | Échec                                                 |